# Kampioen (tijdschrift)

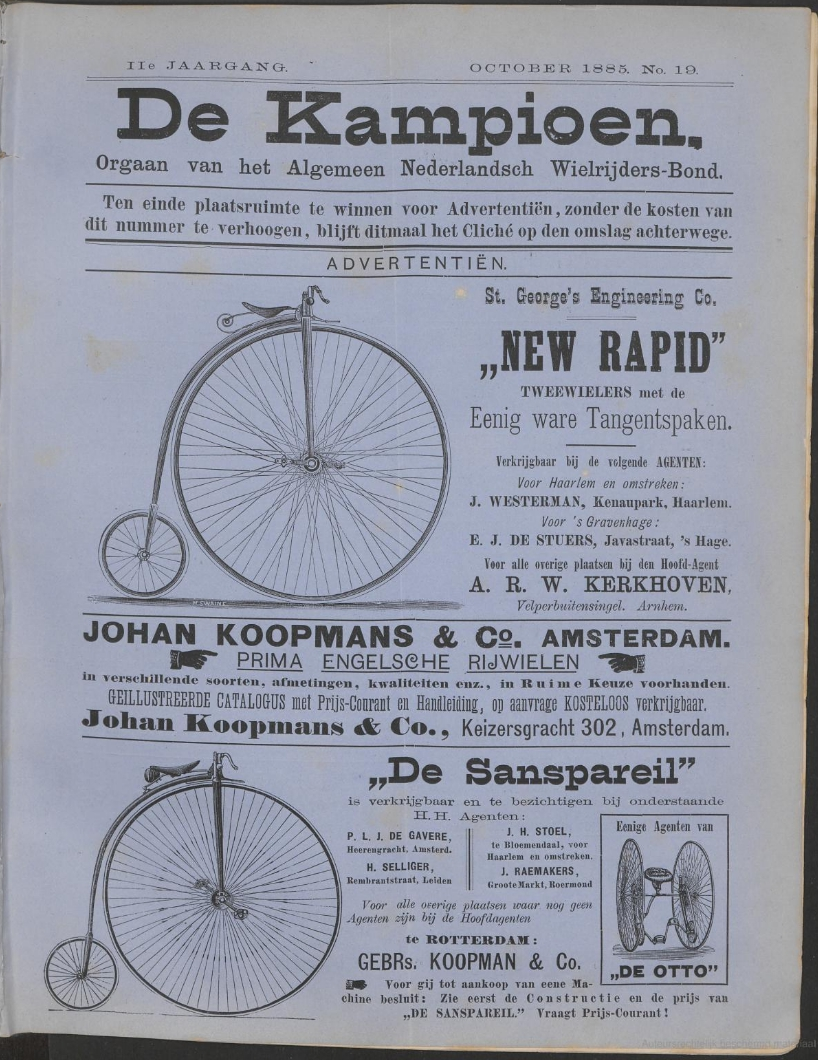
De Kampioen, Orgaan van den Algemeenen Nederlandsche Wielrijders-bond. Oktober 1885

De Kampioen is een tijdschrift dat de Nederlandse organisatie voor verkeer en toerisme ANWB sinds 1885 voor haar leden uitbrengt. Daarvoor was het een nieuwsbrief. Het blad heeft een oplage van 3,6 miljoen exemplaren. Het is daardoor met afstand het gedrukte medium met de grootste oplage van Nederland.
De Kampioen geeft informatie over recreatie, toerisme, verkeer en vervoer, en verschijnt vier keer per jaar. De hoofdredacteur is Eline Cox.

## Oplage

### Kampioen
| Jaar | Betaalde gerichte oplage | Totaal verspreide oplage |       |
| ---- | ------------------------ | ------------------------ | ----- |
| 2004 | 3.833.801                | 3.843.049                | [ 2 ] |
| 2006 | 3.508.648                | 3.508.648                | [ 3 ] |
| 2007 | 3.488.388                | 3.488.388                | [ 4 ] |
| 2011 | 3.548.770                | 3.548.770                | [ 5 ] |
| 2012 | 3.540.991                | 3.540.991                | [ 6 ] |
| 2022 | 3.793.951                | 3.793.951                | [ 7 ] |

### Kampeer Kampioen
Voorheen ook bekend onder de naam Kampeer + Caravankampioen.
| Jaar | Betaalde gerichte oplage | Totaal verspreide oplage |
| ---- | ------------------------ | ------------------------ |
| 2004 | 152.782                  | 155.583                  |
| 2006 | 124.928                  | 126.379                  |
| 2007 | 120.343                  | 121.395                  |
| 2011 | 89.735                   | 94.244                   |
| 2012 | 80.859                   | 85.259                   |
| 2022 | 25.606                   | 25.819                   |